# 記憶體層級平行
記憶體層級平行（英語：Memory-level parallelism，縮寫為 MLP'），平行計算技術的一種，是電腦架構的一種，能夠同時進行數個記憶體操作，特別是在快取未命中（cache miss），或轉譯後備緩衝區未命中（TLB miss）時。
在單核心處理器架構下，記憶體層級平行可以被視為是一種特殊的指令層級平行（ILP）。它也經常在超純量架構下出現。